# 李几
李几（？—？），博陵安平（今河北省安平县）人。
李几的家族从七代之前就一起生活共有财产，家族有二十二个房支，一百九十八人，长幼人数众多，风范礼节远近闻名，参与劳役时，年龄幼小的争相前进。李几的同乡赞叹称美他们，表彰了李几的家门。李几是李德林的七世祖。

## 家族
- 博陵李氏世系图

## 延伸阅读
[在维基数据编辑]
 《魏書·卷87》，出自魏收《魏书》